# Eugène-Charles van Meldert
Eugène Charles Benoît van Meldert (Gent, 9 juli 1803 - Brussel, 19 maart 1869) was een Belgisch edelman en burgemeester.

## Levensloop
Eugène van Meldert werd provincieraadslid voor Oost-Vlaanderen, commandant van de Burgerwacht in Gent en burgemeester van Zele. Hij was een zoon van Philippe van Meldert, schepen van Gent algemeen betaalmeester voor Oost-Vlaanderen, en van Christine Kramp. In 1843 verkreeg hij erkenning in de erfelijke adel. Hij trouwde in Antwerpen in 1833 met zijn nicht Narcisse Kramp (1804-1891). Ze kregen twee zoons en een dochter, zonder verdere afstammelingen. Bij het overlijden van de oudste zoon, Alphonse van Meldert (1835-1912), doofde de familie van Meldert uit.